# Ianthellidae
Ianthellidae is een familie van sponsdieren uit de klasse van de Demospongiae (gewone sponzen). 

## Geslachten
- Anomoianthella Bergquist, 1980
- Hexadella Topsent, 1896
- Ianthella Gray, 1869
- Vansoestia Díaz, Thacker, Redmond, Pérez & Collins, 2015